# Colonia (vogelgeslacht)
Colonia is een geslacht van zangvogels uit de familie tirannen (Tyrannidae).

## Soorten
Het geslacht kent de volgende soorten:
- Colonia colonus – Langstaarttiran